# Tjuvaröd
Tjuvaröd är en bebyggelse i Bosjöklosters distrikt i Höörs kommun i Skåne län. Området avgränsades före 2015 till en småort, för att därefter räknas som en del av tätorten Höör.